# Neue Welt (Niederösterreich)

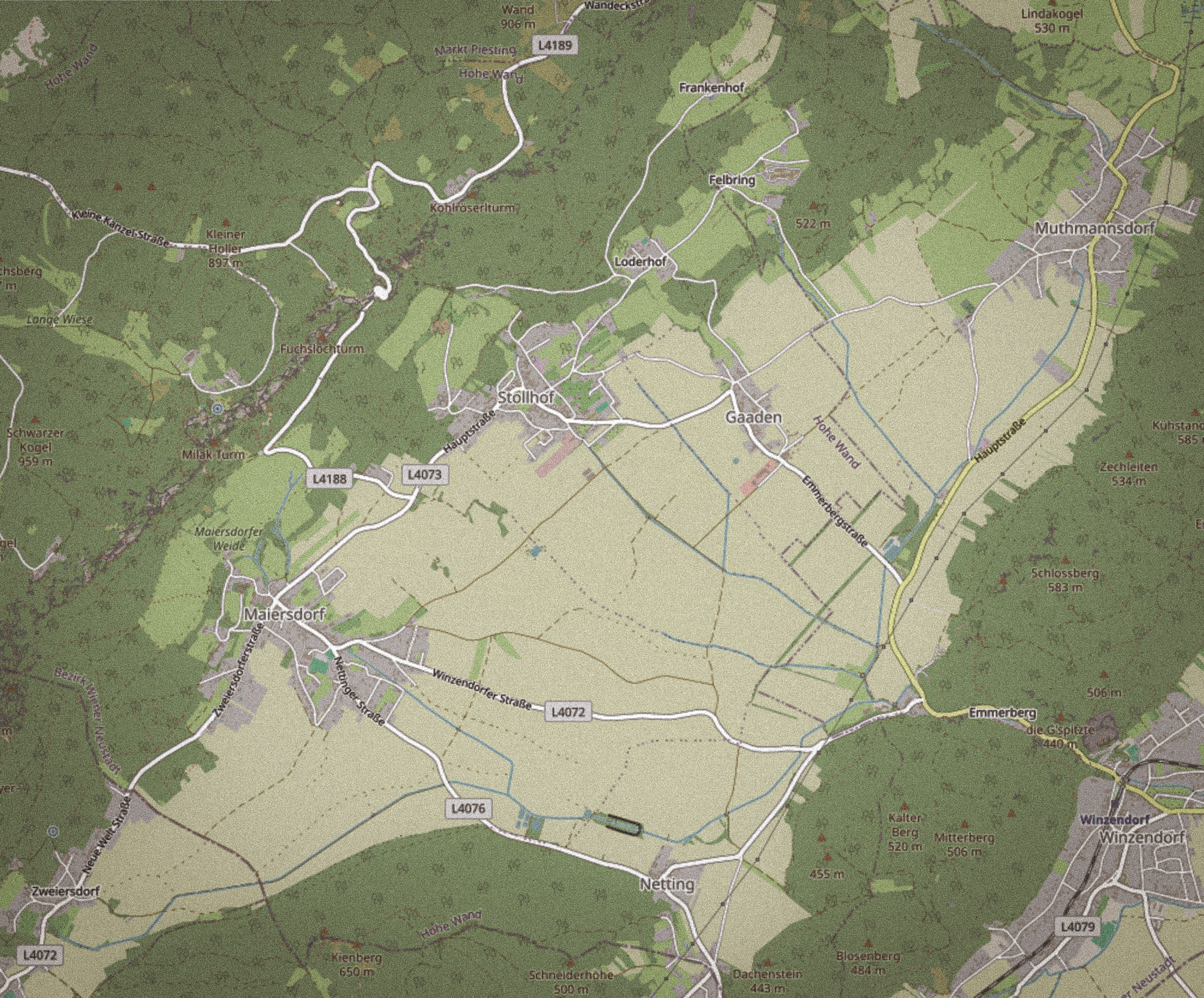
Neue Welt bei OpenStreetMap

Die Neue Welt ist ein inneralpines Becken westlich von Wiener Neustadt in Niederösterreich.

## Namensgebung
Es wird angenommen, dass der ungewöhnliche Name von der „eigentümlich versteckten Lage“ abgeleitet wurde. Am deutlichsten wird dieser Umstand, wenn man von der Ebene des Steinfelds durch die Prosset in das nach allen Seiten abgeschlossene Becken kommt. Da die Geröllhalden zur Hohen Wand früher nicht verwachsen waren, war das noch akzentuierter sichtbar. Die Neue Welt war landwirtschaftlich auch bessergestellt, da es keine Wasserarmut gab. 1833 wurde die Neue Welt als „Gadner-Thale am Fuße der hohen Steinwand“ bezeichnet. 1827 spricht man vom „Thal der neuen Welt“.

## Geographie
Die Neue Welt erstreckt sich spindelförmig südöstlich der Hohen Wand und wird gegen Wiener Neustadt hin von den Fischauer Vorbergen begrenzt. Im Südwesten beginnt das Becken bei Zweiersdorf und im Nordosten bei Muthmannsdorf. Das Becken mit einer Fläche von ungefähr 13,4 Quadratkilometer hat eine Länge von ca. 7 km und eine maximale Breite von 2,6 km zwischen Stollhof und dem früheren Gasthof Teichmühle. Dort ist auch der tiefste Punkt der Neuen Welt mit rund 350 m ü. A. Das Becken bildet eine fruchtbare Ebene, die über die Prosset in die Warme Fischa entwässert.

## Verwaltung

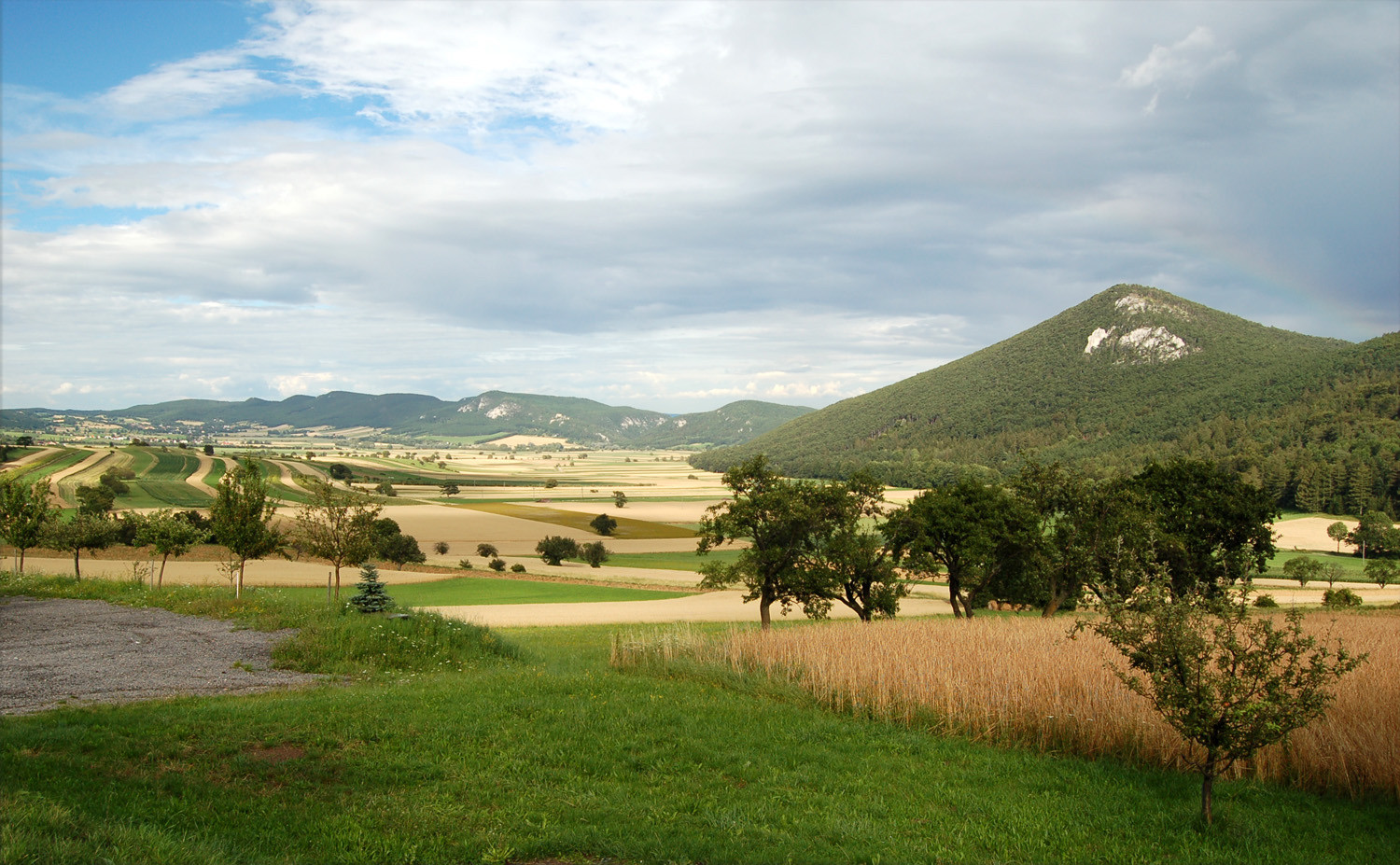
Blick von Zweiersdorf nach Nordosten

Die Neue Welt ist keine eigenständige Verwaltungseinheit. Ein kleiner Teil um Zweiersdorf am südwestlichen Ende gehört zur Gemeinde Höflein an der Hohen Wand, der mittlere und größte Teil um Maiersdorf zur Gemeinde Hohe Wand und der nordöstliche Teil um Muthmannsdorf zur Gemeinde Winzendorf-Muthmannsdorf. Die Grenzen der Katastralgemeinden liegen näher an den geografischen Gegebenheiten als die Gemeindegrenzen. Ganz oder zum Teil in der Neuen Welt liegen die Katastralgemeinden Zweiersdorf (KG 23357), Maiersdorf (KG 23421), Netting (KG 23425), Emmerberg (KG 23406), Gaaden (KG 23410) und Muthmannsdorf (KG 23423).

## Geologie

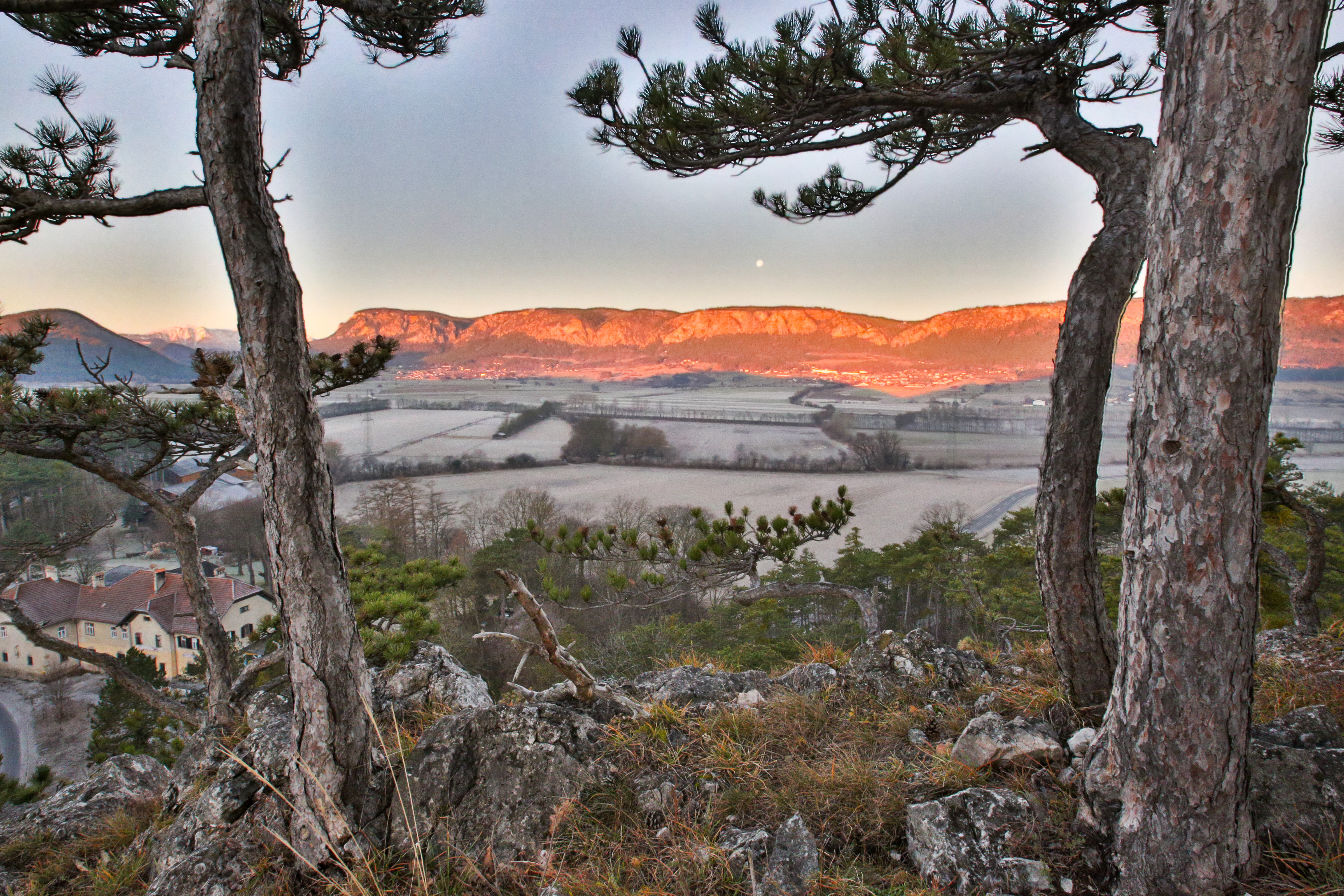
Blick nach Westen zur Hohen Wand und zum Schneeberg (links hinten)

Die Neue-Welt-Mulde, die im Südwesten in die Grünbacher Mulde übergeht, ist eine Gosau-Entwicklung. Im Kreide genannten Erdzeitalter vor ca. 100 Millionen Jahren hoben sich die Alpen aus dem Ozean, wobei sich zwischen den entstehenden Inseln und Landrücken sogenannte Gosausedimente bildeten. Diese wurden in den darauffolgenden Jahrmillionen gemeinsam mit den umgebenen Gesteinen wie Kalken und Dolomiten verfaltet, verschuppt, eingeengt und muldenförmig in den Untergrund gepresst.

### Stausee Neue Welt – Unrealisiertes Projekt „Heil Land“ 1922

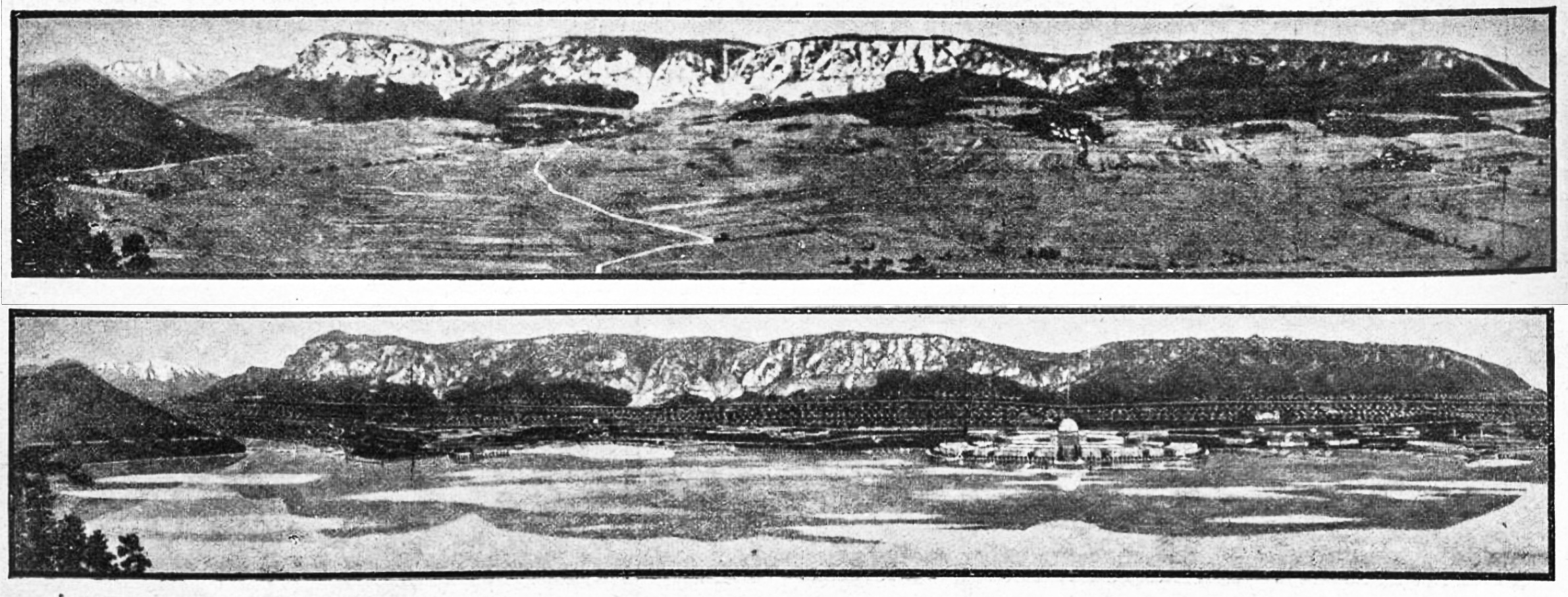
Malchers „Heil Land“-Projekt

Die geologische Gegebenheit der Neuen Welt inspirierte schon zu Stadt-utopischen Ideen. Wenige Jahre nach dem Ende des Ersten Weltkriegs präsentierte der Badener Architekt Fritz Malcher (1888–1933) sein „Heil Land“ Projekt eine „Wald und Gartenstadt“ von Wien an den Südhängen der Hohen Wand. Er entwickelte in 5.000 Arbeitsstunden ein detailreiches Konzept für eine Fläche von insgesamt 45 km² und für 100.000 Menschen. Die Wiener Satellitenstadt sollte in 15 Minuten vom Karlsplatz aus mit einer Hängeschnellbahn erreichbar sein, wobei die Endstation bei Stollhof vorgesehen war. Am Bahnhof wäre auch die Talstation einer Seilbahn auf die Hohe Wand gewesen. Für die Güterversorgung war eine Lastenbahn von Höflein kommend nach Maiersdorf vorgesehen, wo eine Zahnradbahn über den Leitergraben ebenfalls auf die Hohe Wand führen sollte. Oben waren Berggasthäuser, Touristenhotels, Sanatorien und Heilanstalten für Kriegsinvaliden und Rekonvaleszenten vorgesehen. In Maiersdorf war am Wasser ein Flugplatz mit Land- und Wasserhangars angedacht.

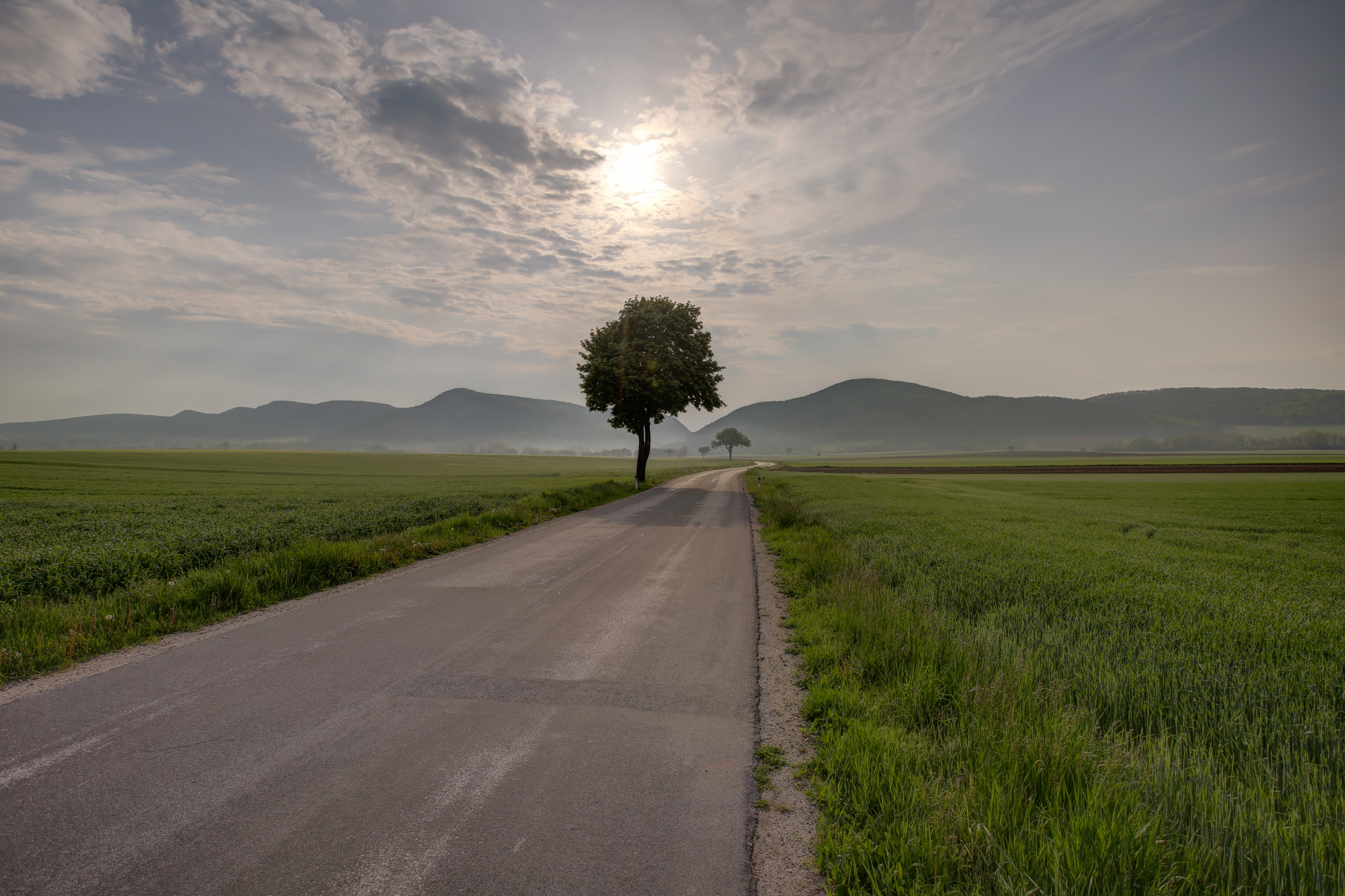
Neue Welt bei Maiersdorf

Für den zentralen See hätte die Neue Welt auf eine Seehöhe von 410 m geflutet werden sollen. Die Staumauer sollte ungefähr auf Höhe des alten Posthauses in der Prosset stehen und die Schlucht sperren. Ein kleines Kraftwerk hätte die Gegend mit Strom versorgt. Den Fluten sollten Netting, Gaaden, die Teichmühle, Emmerberg Dörfl und die alte Kirche St. Peter im Moos geopfert werden. „Muthmannsdorf am See“ wäre durch eine 20 m Mauer geschützt gewesen, da es tiefer liegt als der geplante Wasserspiegel. Das alte Forsthaus unter der Burgruine Emmerberg hingegen wäre knapp über dem Wasserspiegel gelegen.
Am Ufer bei Stollhof, rundherum Bootsanlegestellen, war das Zentrum der neuen Stadt vorgesehen. Die Siedlung sollte über Verwaltungs- und Einkaufszentren, Kinos, Volks-, Schwimm- und Turnhallen sowie Schulen und Sportplätze verfügen, wobei ein Opernhaus und Theater markant in der Mitte positioniert war. An den Hängen zur Wand hin waren Gartenparzellen bzw. Waldparzellen für Ein- und Zweifamilienhäuser vorgesehen. Der Namensteil „Heil“ bezieht sich auf vorgesehene Sanatorien in der klimatisch begünstigten Lage im Windschatten der Hohe Wand. Die Tuberkulose war in Wien nach dem Krieg ein ernstes Problem, ebenso die große Wohnungsnot. „Land“ steht für geplante Einfamilienhaussiedlungen am Fuße der Hohen Wand. 
Diese Stadtutopie wurde trotz intensiver Gespräche nicht realisiert. 1922 war eine wirtschaftlich (Hyperinflation) und politisch (Trennung von Wien und Niederösterreich) schwierige Zeit. Vermutlich hätte der natürliche Wasserzufluss in der Neuen Welt auch nicht ausgereicht, die Verdunstung und Versickerung (zwar weitgehend dichter Tonboden, aber z. T. auch Schotter) auszugleichen.

## Verkehr

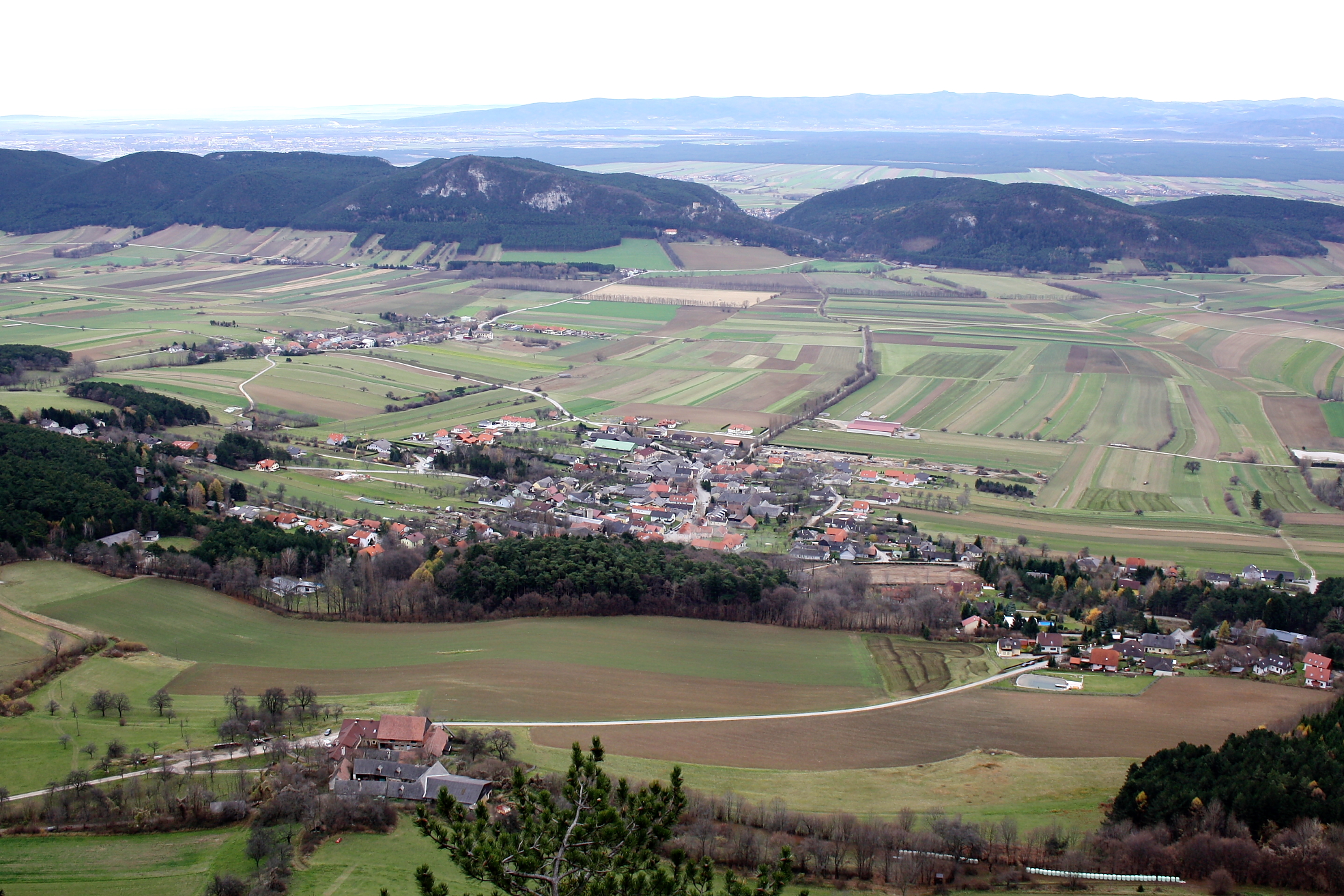
Blick über Stollhof nach Wr. Neustadt

Durch das Tal führt die Niederösterreichische Landesstraße L87 von Dreistetten nach Winzendorf, auf der die VOR-Linie 336 verkehrt. Weitere Landesstraßen sind
- die L4072 von der L87 abzweigend in Emmerberg / Teichmühle über Maiersdorf-Zweiersdorf zur Puchberger Straße B26 in Unterhöflein
- die L4073 von der L87 ab Emmerberg Dörfel über Gaaden – Stollhof zur L4072 in Maiersdorf
- die L4074 von der L4073 in Stollhof zur Heilanstalt Felbring
- die L4075 von der Puchberger Straße B26 in Willendorf über Dörfles-Netting zur L4072 zur Teichmühle und
- die L4076 von der L4075 in Netting zur L4072 in Maiersdorf.[9]

Der Verein Biosphäre Neue Welt dokumentiert die Diversität dieses Lebensraumes.